# 하파크로이트

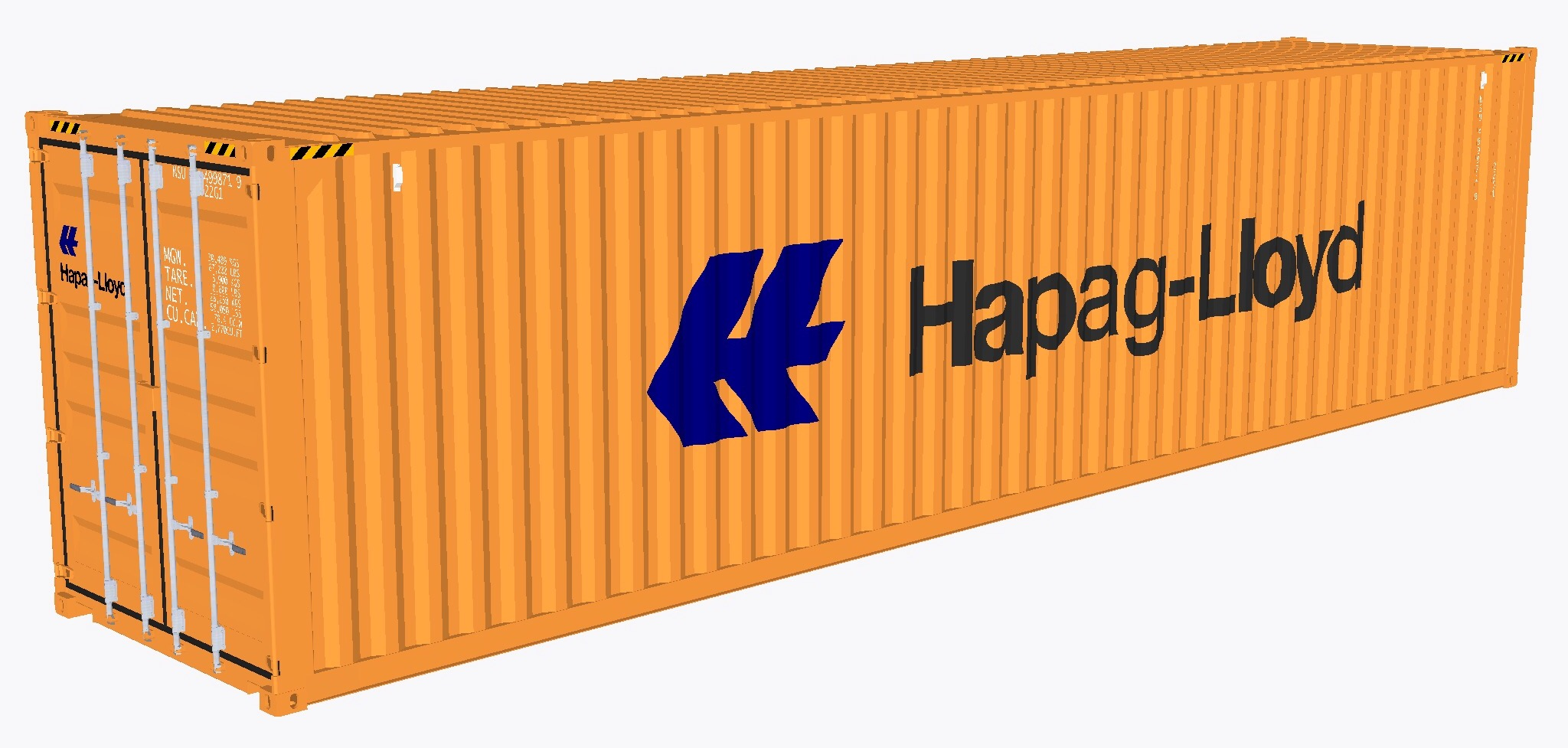
하파크로이트 40ft 컨테이너

하팍로이드(Hapag-Lloyd)는 1847년 설립한 현 독일의 최대 컨테이너 정기선 회사이다. 현재 Alphaliner Top 100 기준 선복량 5위의 정기선 기업이다.
하팍로이드는 1970년 9월 1일 두 독일 해운회사인 함부르크-아메리칸 라인(HAPAG)과 1847년에 설립된 NDL(Nodddeutscher Lloyd) 가 합병하여 설립되었다.
하팍로이드의 결성 이후 1998년 유럽의 여행사인 TUI AG (Hanover) 에게 인수되어 자회사가 되었다. 이후 TUI는 2009년과 2012년 함부르크의 개인 투자자들에게 하팍로이드의 대주주 지분을 매각하였다.
하팍로이드의 현재 모습을 구성하는데 주요한 영향을 미친 기업 합병이 몇차례 있었는데 2005년 하팍로이드의 CP 선박 인수와 2014년 CSAV 컨테이너 부문 합병, 마지막으로 2017년 UASC 합병 등이 있다.
현재 이 회사의 주식은 여러 명의 공·민간 투자자가 소유하고 있으며, 가장 큰 지분은 Kuehne Holding AG 와 CSAV Germany Container Holding 이 소유하고있다.

## 인수 합병

### CP Ships
2005년 8월 21일 TUI AG는 캐나다 컨테이너 정기선사인 CP Ships를 17억 유로(미화 20억 달러)에 인수하기로 합의하였다.
CP선박과 TUI 의 양사의 이사회가 승인한 가운데 거래는 성공적이었고, 이 결합으로 인해 하팍로이드는 컨테이너 정기선에서 선복 기준 5위로 올라섰다.

### Hamburg Sud
2012년 말, 하팍로이드는 같은 독일 국적의 또다른 정기선사인 Hamburg Sud (함부르크 수드)와의 합병 가능성을 고려하고 있다고 발표했다.
함부르크 수드의 주주들과 소유주들이 하파그 로이드 주주들과 합의에 이르지 못하며 합병 계획은 무산되었다.
이 거래 무산 이후 함부르크 수드는 2016년 덴마크 국적의 세계 최대 컨테이너 운송사인 머스크에 의해 인수되었다.

### CSAV (Compania Sud Americana de Vapores)
2014년 하팍로이드는 칠레의 CSAV (Compania Sud Americana de Vapores)의 컨테이너 사업부문 인수하였다. 해당 거래로 CSAV는 하팍 로이드의 대주주로 편입하였다.
해당 기업 합병 이후 하팍로이드는 당시 세계에서 네 번째로 큰 컨테이너 컨테이너 정기선사가 되었다.

### UASC (United Arab Shipping Company)
2016년 4월, 하팍로이드는 범아랍 해운선사인 UASC 와 합병 협상에 들어갔다고 발표했다. 합병은 2016년 말 최종합의됐고 2017년 양사의 통합이 완료됐다.
합병 당시 UASC는 56척의 선박과 2.7%의 시장점유율을 가진 세계 10위의 컨테이너 정기선사였다. 합병 결과, 하팍로이드는 선복량에서 세계 5위의 컨테이너 운송선사로 입지를 강화했다.
현재 카타르 (12.3%) 와 사우디아라비아 (10.2%)만이 주주로서의 지위를 유지하고 있으며 나머지 중동 국가들은 주주로 참여하지 않았다.

## 같이 보기
- 한진그룹
- 에버그린 그룹